# José García (calciatore 1926)
José García (Montevideo, 21 febbraio 1926 – 8 gennaio 2011) è stato un calciatore uruguaiano, di ruolo centrocampista.

## Carriera

### Club
Debutta nel campionato italiano con il Bologna, squadra con cui milita sei stagioni, tutte in Serie A. L'esordio in campionato avviene il 30 ottobre 1949 nella partita casalinga contro il Genoa terminata 0-0. Nel campionato 1950-1951 va a segno 9 volte.
Termina la sua esperienza italiana con una stagione all'Atalanta.

### Nazionale
Debutta con la nazionale dell'Uruguay il 24 gennaio 1945 (Uruguay-Ecuador 5-1). Con la nazionale disputa complessivamente 21 partite segnando 4 reti, partecipando a tre edizioni della Coppa America.